# THX
THX – system certyfikacji sprzętu i instalacji reprodukujących dźwięk i obraz stworzony w 1982 roku przez Thomlinsona Holmana pod egidą firmy Lucasfilm. System ten precyzyjnie standaryzuje warunki projekcji i odsłuchu kinowego, a jego celem jest wierność reprodukowanego dźwięku i obrazu w salach oznaczonych znakiem THX. Holman postanowił opracować standard podczas przygotowywania ścieżki dźwiękowej do filmu Gwiezdne wojny: część VI - Powrót Jedi, by była odtwarzana w kinach tak samo, jak w sali zgraniowej. Do certyfikacji dźwięku używa się tak zwanej Deep Note.

## Założenia
Certyfikacji podlega zarówno sam sprzęt, jak i np. kompleksowe instalacje dźwiękowe.
Nadanie urządzeniu znaku THX nie jest równoznaczne z jego idealną reprodukcją w każdych warunkach, a jest jedynie podstawą przy tworzeniu z szeregu takich urządzeń systemu, który będzie podlegał wymogom THX. W przypadku np. sali kinowej rygorystyczne wymogi dotyczą m.in. wymiarów pomieszczenia, jego właściwości akustycznych, typu i umiejscowienia systemów odsłuchowych i projekcyjnych. Pomiary przeprowadzane są przez specjalistów z THX Ltd.; licencja jest nadawana jeśli ww. parametry mieszczą się w ustalonych odgórnie normach.
Często można spotkać się z mylnym utożsamianiem THX z formatami dźwięku wielokanałowego – Dolby Digital czy DTS.

## THX w Polsce
W Polsce certyfikat THX posiadają dwa kina: "Cinema City – Kinepolis" w Poznaniu (18 sal THX) oraz "Krewetka" w Gdańsku (THX ma sala nr 1). W posiadaniu certyfikatu THX jest też Zakład Montażu i Dźwięku warszawskiej Wytwórni Filmów Dokumentalnych i Fabularnych – zgodnie z wymogami zostało stworzone tamtejsze studio zgraniowe S1 "Big Blue" oraz studio nagraniowe firmy Toya – Toya Studios.